# Serbisk-ortodoxa kyrkans heraldiska vapen
Serbisk-ortodoxa kyrkans heraldiska vapen (serbisk kyrilliska: Грб Српске православне цркве; latinska: Grb Srpske pravoslavne crkve) är det heraldiska vapnet för den Serbisk-ortodoxa kyrkan.
Det är en blå och vit sköld, som är täckt med en mantel med en krona ovanpå.